# Nepakris
De Nederlandsche Patent en Kristal Sodafabriek (Nepakris) is een productiebedrijf van het Solvay-concern dat soda produceerde uit keukenzout en zich bevond te Herten. Het bedrijf heeft bestaan van 1938 tot 2000. Nadien bestond het in sterk afgeslankte vorm als katalysatorenfabriek.
In 1968 werd de naam omgezet in Natronchemie en nog later in Solvay Chemie. In de volksmond stond de fabriek bekend als De Soda.

## Geschiedenis
Formeel werd het bedrijf op 27 oktober 1936 opgericht door het Belgische chemieconcern Solvay. Dit bedrijf kreeg het beheer over een sodaverwerkende onderneming te Schiedam, die voorheen Dury en Hammes heette en in 1893 was gesticht. Ook zou er een Solvay-productiebedrijf te Herten worden opgericht dat voorzag in een kwikcel-elektrolysebedrijf voor keukenzout waar natriumhydroxide, chloorgas en waterstof werd geproduceerd. Hieruit zou dan chloorkalk, bleekwater, zoutzuur en trichloorethyleen worden vervaardigd.
In 1944 werden de installaties stopgezet en in de oorlogswinter 1944-1945 werd de fabriek verwoest, in juli 1946 kwam ze weer in bedrijf.
Het productieproces werd geleidelijk aan efficiënter. Alle restchloor werd gebruikt om natriumhypochloriet van te vervaardigen. De vraag naar zoutzuur bleef redelijk constant, maar die naar vloeibaar chloor nam toe. Dit ging ten koste van de andere producten die uiteindelijk verdwenen. Verdwenen producten waren onder meer: calciumchloraat (van 1951 tot enkele jaren erna), chloorkalk, hexachloorcyclohexaan, isogam (een reukloos isomeer van de voornoemde verbinding), hexachloorbenzeen, trichloorethyleen en chloriet.
Het vrijkomende waterstofgas werd deels voor de productie van zoutzuur gebruikt. De rest werd aanvankelijk als brandstof aangewend maar na verloop van tijd nam de vraag naar dit product toe en werden er cilinders mee gevuld met een druk van 300 bar.
Toen de steenkoolmijnen in Zuid-Limburg sloten, kon Nepakris investeren dankzij een ruimhartig subsidiebeleid.
- In 1968 werd de NAL (Nikkel-Aluminiumlegering) in gebruik gesteld. Deze maakte de katalysator voor de productie van waterstofperoxide
- In 1969 kwam de installatie voor natriumchloraat gereed.
- In 1971 kwam een loogindampinstallatie gereed, waardoor natriumhydroxide in vaste vorm in stalen vaten kon worden opgeslagen.
- Ook in 1971 kwam de natriumchlorietinstallatie in productie. Na enkele jaren werd de productie hiervan gestaakt wegens afnemende vraag.
- De waterstofperoxidefabriek ging in 1971 van start.
- Grote hoeveelheden chinonen zijn nodig bij de productie van waterstofperoxide. Deze werden ingekocht maar men besloot ze zelf te gaan maken. Vanaf 1956 was een proefinstallatie in gebruik. In 1973 werd een fabriek gebouwd en in 1975 begon men een nog grotere fabriek op te richten. Toen het betonskelet klaar was zakte de vraag in. Na 1985 werd dit alsnog tot een fabriek omgebouwd en in 1986 in productie genomen.
- In 1995 werd een installatie voor perazijnzuur gebouwd. Dit ontsmettingsmiddel is een mengsel van azijnzuur en waterstofperoxide.

De productiecapaciteit van natriumchloraat (NaClO3) bedroeg ongeveer 10 kton/jaar, die van chloorbleekloog ongeveer 30 kton/jaar en die van waterstof ongeveer 4 kton/jaar.
Nepakris had van 1938 tot 1999 een aansluiting aan de spoorlijn Maastricht - Venlo. Na de sluiting van de tramlijn Roermond - Sittard in 1937 werd circa één kilometer spoor overgenomen van de tramlijn. Het spoor werd doorgetrokken naar het fabrieksterrein en aan de andere zijde werd er via de NS-grinderij te Linne een aansluiting op de doorgaande spoorlijn aangelegd. In 2012 is het laatste spoor verwijderd.

## Einde
Reeds op 4 februari 1993 werd bekendgemaakt dat de waterstofperoxide- en perchloraatfabrieken zouden sluiten. Honderd oudere werknemers zouden afvloeien. Als reden werd de toegenomen concurrentie opgegeven. Er werd een protestmars van het personeel naar het Solvay-hoofdkantoor te Brussel georganiseerd.
Aan het elektrolysebedrijf kwam een einde nadat in de Botlek en in Bergen op Zoom nieuwe installaties waren gebouwd en overcapaciteit ontstond. In november 1998 werd een reorganisatie aangekondigd waarbij men aanstuurde op een minimale bezetting. Op 26 april 1999 (zwarte maandag) werd het besluit definitief. Op 16 december 1999 stopte de chloorproductie. Dit kwam onder meer doordat ook de productie van dichloorethaan in de Solvay-vestiging te Lillo werd gestaakt. De facto betekende dit het einde van het grootste deel van de activiteiten. Slechts de productie van katalysatoren zoals quinonen en van perazijnzuur, alsmede de verpakking van waterstofperoxide bleef behouden.

## Installatie
In het verleden waren de pekelleidingen met eboniet bekleed. Dit werd niettemin aangetast door de agressieve stoffen die erdoor moesten worden geleid. Veel storingen kwamen daardoor voor. Later werd pvc en soms teflon toegepast.
De anodes bestonden vroeger uit grafiet, en later uit titanium dat bedekt was met een laagje edelmetaal.

## Milieu
Een bijzonder gevoelig punt was het chloortransport per rail. Een ander aandachtspunt was het gebruik van grote hoeveelheden kwik in het elektrolysebedrijf. Het duurde lang voordat gegevens openbaar werden gemaakt en een goede kwikhuishouding werd bijgehouden. De omslag in het denken over milieu kwam in 1970. Op 2 november 1993 werd er door Greenpeace een spoorwegovergang bezet om tegen het chloortransport te protesteren.